# Храм
Храм е термин от религията с различен обхват. В широк смисъл означава култово съоръжение – сграда, оборудвана и използвана специално за молитва и за други религиозни цели – проповед, богослужение, обреди и др. В древността мястото на храма се определя от жрец или авгур като местообитание на бог или богове и на него се строят постройки за религиозните обреди.
Формата и предназначението на храмовете варират, макар че общата им черта е, че се считат от вярващите за дом на едно или повече божества. Типично се извършват приношения на божеството или се извършват религиозни ритуали в негова чест, а за самото място се грижи група от духовници или жреци. Степента на достъп на вярващите до храма също варира; често някои части от него са достъпни единствено за свещениците. Например в Древна Гърция възникват светилища, в които отначало не е имало храмове. Те съдържат теменос (свещено място) и олтар за жертвоприношения, често са разположени около свещена горичка, пещера или извор. Издигането на сгради за съхранение на култовия образ на божеството датира от IX век пр. Хр. Обикновено храмът е основната сграда, заобиколена от прилежащия район, в който може да има и помощни постройки.
В тесния смисъл на думата храмът е самото място за извършване на молитви и проповеди, на богослужение и религиозни обреди. Така параклисът често се изключва от обхвата на понятието, тъй като не е пригоден за проповед. След утвърждаването на християнството думата „храм“ с нейната езическа конотация постепенно е заменена от църква и катедрала, макар в източното православие и други клонове все още да се използва, например „православен храм“. Терминът temple на английски и други езици означава само храмове, които не принадлежат към широко разпространени религии като християнството, исляма и юдаизма, за които в съответната религия сградата за молитва си има отделно име: в исляма – джамия, в юдаизма – синагоги (които не са храмове, единствено изключение е разрушеният Йерусалимски храм). Примери за такива сгради са езически, индуистки, будистки и др. храмове.

## Етимология
Самата дума 'templum' на латински датира от около VI век пр. Хр. и се отнася до римските места за поклонение. На праславянски „храмъ“ означава дом. Възможна е връзка с думата „харам“ (на арабски: حرم – забрана, забранено място, неприкосновен свят), която на български означава единствено харем.